# Cantonul Saint-Gratien
Cantonul Saint-Gratien este un canton din arondismentul Sarcelles, departamentul Val-d'Oise, regiunea Île-de-France, Franța.

## Comune
- Saint-Gratien (reședință)